# Ausgleichsunterhalt
Der Anspruch auf Ausgleichsunterhalt, gesetzlich Aufstockungsunterhalt (§ 1573 Abs. 2 BGB) gehört zu den nachehelichen Unterhaltsansprüchen. Er setzt voraus, dass die Einkünfte des Geschiedenen  aus einer angemessenen Erwerbstätigkeit zum vollen Unterhalt nicht ausreichen und ist auf den Unterschiedsbetrag zwischen den Einkünften und dem vollen Unterhalt  gerichtet. Er soll insoweit fortwirkende ehebedingte Nachteile ausgleichen, insbesondere die Aufgabe einer Erwerbstätigkeit anlässlich der Eheschließung.
Der Ausgleichsunterhalt soll einem geschiedenen Ehepartner den Lebensstandard garantieren, den er während der Ehezeit genossen hat. Je nach Einzelfall gilt diese Garantie bis zu lebenslang. Der Aufstockungsunterhalt geht oft weit über das zum Leben notwendige Existenzminimum des Empfängers hinaus. Der Ausgleichsunterhalt gehört mit dem Versorgungsausgleich und dem Zugewinnausgleich zu den häufig umstrittenen Ansprüchen bei Scheidung einer Ehe.
Am 13. Dezember 2012 hat die Bundestagsmehrheit eine Ergänzung des § 1578b BGB beschlossen, die seit 1. Januar 2008 die Dauer der Ehe für die Dauer des Anspruchs auf Ausgleichsunterhalt berücksichtigt.